# 穿石镇
穿石镇，原为穿石乡，是中华人民共和国四川省广安市广安区下辖的一个乡镇级行政单位。2019年12月，撤销穿石乡和广罗乡，设立穿石镇，以原穿石乡和原广罗乡所属行政区域为穿石镇的行政区域。

## 行政区划
穿石镇下辖以下地区：
凉水村、穿石村、酢坊村、清凉村、社红村、青沙村、汤梁村、埝清村和红箭村。